# Municipio de Pioneer (Iowa)
El municipio de Pioneer (en inglés: Pioneer Township) es un municipio ubicado en el condado de Cedar en el estado estadounidense de Iowa. En el año 2010 tenía una población de 1517 habitantes y una densidad poblacional de 16,14 personas por km².

## Geografía
El municipio de Pioneer se encuentra ubicado en las coordenadas 41°54′13″N 91°19′10″O / 41.90361, -91.31944. Según la Oficina del Censo de los Estados Unidos, el municipio tiene una superficie total de 94.02 km², de la cual 93,98 km² corresponden a tierra firme y (0,04 %) 0,03 km² es agua.

## Demografía
Según el censo de 2010, había 1517 personas residiendo en el municipio de Pioneer. La densidad de población era de 16,14 hab./km². De los 1517 habitantes, el municipio de Pioneer estaba compuesto por el 97,56 % blancos, el 0,07 % eran afroamericanos, el 0,13 % eran amerindios, el 0,46 % eran asiáticos, el 0,26 % eran de otras razas y el 1,52 % eran de una mezcla de razas. Del total de la población el 1,05 % eran hispanos o latinos de cualquier raza.